# 佐世保市立柚木小学校
佐世保市立柚木小学校（させぼしりつ ゆのきしょうがっこう）は、長崎県佐世保市上柚木町にある公立小学校。

## 概要
歴史
1872年（明治5年）創立の「私立憲章堂」をルーツとして1874年（明治7年）に開校した「第五大学区第四中学区由起小学校」を前身とする。現校名となったのは学制改革が行われた1947年（昭和22年）。2014年（平成26年）に創立140周年を迎えた。
校区
住所表記で佐世保市の後に「柚木元町、筒井町、潜木町、上柚木町、小舟町、高花町、戸ヶ倉町、里美町、川谷町、下宇戸町、柚木町」が続く地域。中学校区は佐世保市立柚木中学校。
校章
校歌
1960年（昭和35年）に制定。作詞は中村武志、作曲は下総皖一、編曲は藤岡博夫による。歌詞は3番まであり、各番に校名の「柚木」が登場する。

## 沿革
- 1872年（明治5年）10月 - 「私立憲章堂」が創立。
- 1874年（明治7年）10月 - 「第五大学区第四中学区[2] 由起小学校」となる。
- 1879年（明治12年）9月 - 戸平田（とへだ）分校を設置。
- 1887年（明治20年）2月 - 小学校令の施行により、尋常科（修業年限4年）を設置の上、「尋常由起小学校」に改称。
- 1888年（明治21年）11月 - 戸平田分校が分離し、簡易里美小学校となる。
- 1889年（明治22年）
  - 1月 - 現在地に移転。
  - 4月1日 - 町村制の施行により、北松浦郡柚木村立の小学校となる。
- 1892年（明治25年）9月 - 「由起尋常小学校」に改称（「尋常」の位置が変更される）。
- 1893年（明治26年）2月 - 高等科を併置の上、「由起尋常高等小学校」に改称。
- 1894年（明治27年）4月 - 簡易里美小学校を統合の上、里美分校とする。
- 1908年（明治41年）4月 - 小学校令の改正により、義務教育年限（尋常科の修業年限）が4年から6年に延長される。
  - 旧高等科1年を尋常科5年に、旧高等科2年を尋常科6年に、旧高等科3年を高等科1年に、旧高等科4年を高等科2年に振り替える。
- 1941年（昭和16年）4月1日 - 国民学校令の施行により、「大野国民学校」と改称。尋常科を初等科に改める。二宮金次郎像を建立。
- 1947年（昭和22年）4月1日 - 学制改革（六・三制の実施）により「柚木村立柚木小学校」となる。
  - 高等科は青年学校の普通科と統合され、新制中学校 柚木村立柚木中学校が発足。小学校に併設される。
- 1952年（昭和27年）6月 - 新松浦分校を設置。
- 1954年（昭和29年）4月1日 - 柚木村が佐世保市に編入されたことにより「佐世保市立柚木小学校」（現校名）に改称。
- 1956年（昭和31年）
  - 2月 - 図書館が完成。
  - 3月 - 校旗を制定。
- 1957年（昭和32年）9月 - 水害により、新松浦分校を廃止。
- 1958年（昭和33年）3月 - 給食を開始。
- 1960年（昭和35年）
  - 1月 - 校歌を制定。
  - 3月 - 新校舎が完成。
- 1962年（昭和37年）3月 - 鉄筋コンクリート造2階建て新校舎（6教室）が完成。
- 1965年（昭和40年）1月 - 里美分校、鉄筋校舎が完成。
- 2003年（平成15年）3月31日 - 里美分校を廃止（北緯33度11分15.6秒 東経129度47分12.5秒 / 北緯33.187667度 東経129.786806度）。
- 2004年（平成16年）4月1日 - 2学期制を導入。

## 交通アクセス
最寄りのバス停
- 西肥バス「柚木」バス停下車

最寄りの幹線道路
- 国道498号

## 周辺
- 佐世保市立柚木中学校
- 西光寺

## 参考資料
- 「佐世保市史 教育篇」（1982年（昭和57年）5月20日発行, 佐世保市 市史編さん室）